# Възнесение Господне (Извор)
Вижте пояснителната страница за други значения на Възнесение Господне.
„Възнесение Господне“ е православна църква във видинското село Извор, България. В 1978 година църквата е обявена за паметник на културата с местно значение.
Църквата е построена в центъра на Извор в 1856 година при митрополит Паисий II Видински. В 2015 година храмът е обновен, като е подменен покрива, храмът е укрепен с метални конструкции, изграден е и дренаж за отводняване. На 12 септември викарият на Видинската митрополия епископ Поликарп Белоградчишки извършва водосвет на обновения храм.
Иконите в храма са дело на дебърски майстори: Кръстьо Аврамов, баща му Аврам Дичов и може би Евгений Попкузманов. На иконата на Св. св. Кирил и Методий на владишкия трон има надпис: „Изъ руи Аврам Дичовъ и К. Авр. Дебралий“.